# Карьера Арнольда Шварценеггера в кинематографе
С 1970 года Арнольд Шварценеггер, уже сделавший себе имя в бодибилдинге, начал сниматься в кино, как это делали многие его идолы, такие как Стив Ривз и Рег Парк. Ему приходится сталкиваться с трудностями: сложная для произношения фамилия, иностранный акцент и «чрезмерно большие» мускулы.

## Начало кинокарьеры
Первой ролью Шварценеггера в кинематографе стал образ Геркулеса в фильме «Геркулес в Нью-Йорке» (1970); в титрах его фамилия заменяется на псевдоним Стронг («Сильный»). Все реплики Шварценеггера в фильме из-за акцента были продублированы другим актёром. 
Поначалу мне было трудно — агенты и специалисты по кастингу говорили, что моё тело «слишком жуткое», у меня забавный акцент, а имя слишком длинное. Везде говорили, что у меня нет шансов.
Один из первых фильмов Шварценеггера «Оставайся голодным» вызвал следующую рецензию:

Он напоминал воспитанного гиганта, огромного и неловкого, который все время должен был смотреть по сторонам, чтобы на кого-нибудь случайно не наступить. У него были некоторые смешные реплики, которые он произносил вполне умело, и в конце концов вы начинали любить его странной любовью, как пантеру, которая вас так и не укусила.

После фильма «Негодяй» появились отзывы, что «ни выражение лица Шварценеггера, ни его игра не идут ни в какое сравнение с мордой и поведением его лошади». 

## Качая железо
В 1977 году вышел документальный фильм «Качая железо», пропагандирующий бодибилдинг. Шварценеггер исполнил в нём одну из главных ролей — холодного «железобетонного» персонажа, который отказывается ехать на похороны своего отца, чтобы не срывать график своих тренировок (в общей сложности Арнольд называл, по крайней мере, три разные версии того, что он не появился на этих похоронах: необходимость тренировок, в это время сам лежал в больнице со сломанной ногой, не был вовремя предупреждён). 

## Конан
В 1982 году вышел фильм «Конан-варвар», в 1984 сиквел «Конан-разрушитель» — фэнтэзийная сага по мотивам произведений Р. Э. Говарда о Конане, варваре из Киммерии, жившего несколько тысяч лет назад в Хайборийскую эру. Образ Конана из Киммерии в книгах Говарда и последователей — железобетонный воин, крушащий черепа бесчисленных чёрных магов, и соблазняющий десятки женщин; он меняет множество ролей — вора, наёмника, пирата, пока наконец не становится королём Аквилонии, крупнейшего государства цивилизованного хайборийского мира. При этом он сам родился на поле боя, прошёл суровую школу выживания, и происходит из страны, которую хайборийцы называют варварской.
Съёмки сопровождались рядом вызовов для Шварценеггера:
Иногда приходилось делать нечто по-настоящему жуткое... В первом эпизоде на меня должны были напасть четыре волка, причем настоящих. Волков из клеток выпустили слишком рано. Я побежал назад, сорвался со скалы и рассек себе спину. Меня быстренько оттащили в медицинский трейлер, и доктор наложил на раны швы.

На другой день мне предстояло сражаться с двадцатью лошадьми. Третья лошадь всем крупом навалилась на меня, и я упал! Мне удалось встать, но меч пришлось бросить. Вы не можете представить себе радость сознания, что ты преодолел страх. Мне уже безразлично ранят меня или нет. Я вдохновлен тем, что никакие испытания меня не страшат!
Арнольд привносит в свой образ долю  юмора, что отличает его от более серьёзных героев Сильвестра Сталлоне. В комедии «Последний киногерой» (Last Action Hero) встречается постер «Терминатора-2», в котором Шварценеггер заменён на Сталлоне. В качестве своеобразного ответа, Сильвестр Сталлоне в боевике «Разрушитель» (en Demolition Man) делает Шварценеггера президентом Америки; хотя это и исключено для лиц, не родившихся на территории США, в фильме «Арнольд был настолько популярен, что ради него изменили Конституцию».

## Терминатор
Однако успех фильма «Терминатор» (1984) оказался ещё большим; хотя персонаж Арнольда за весь фильм произносил всего пять-шесть фраз, его образ неумолимого киборга-убийцы из будущего пленил публику. Несмотря на низкобюджетное финансирование (6,5 млн долл) кассовые сборы составили более 38 млн в США и 78 млн в мировом прокате. 
За «Терминатором» последовали новые успешные фильмы: «Коммандо», «Бегущий человек», «Хищник», «Красная жара». Благодаря «Бегущему человеку» Арнольд Шварценеггер удостаивается чести оставить на Голливуд-бульваре свой автограф, за номером 1847.

## Пик кинокарьеры
Амплуа Шварценеггера — герой-одиночка. Большинство ролей он сыграл в фантастических боевиках, хотя в нескольких фильмах Шварценеггер исполнял и комедийные роли (например: «Близнецы», «Детсадовский полицейский», «Джуниор», «Правдивая ложь», «Подарок на Рождество»). За первый из этих фильмов, «Близнецы», Арнольд отказался от гонорара, считая свою первую комедийную роль отличной возможностью показать, что он умеет играть не только железобетонных роботов-убийц. Фильм «Последний киногерой» стал пародией Шварценеггера на самого себя в боевиках.
Наиболее удачными в кинокарьере Шварценеггера считаются фильмы «Терминатор», «Терминатор 2: Судный день», «Правдивая ложь», «Вспомнить всё», «Бегущий человек». Также можно отметить фильмы «Коммандо» и «Хищник». Можно сказать, что расцвет кинокарьеры Шварценеггера пришёлся примерно на период 1985—1991 годов.
15 лет с 1982 по 1997 годы актёр играл только главные роли в кино.

## Закат
Последние фильмы Шварценеггера отличаются мрачностью образа его героя: «Конец света» (1999), «6-й день» (2000), «Возмещение ущерба» (2002).
Мистический фильм 1999 года «Конец света» (англ. End of days), развивающий тему приближающегося рубежа тысячелетий (2000 год), резко отличался от предыдущих фильмов актёра своим трагичным настроем. Фильм собрал 88 млн долл. в США, и 212 млн долл в мире при бюджете 80-100 млн долл; таким образом, кинокартина окупилась.
На смену таким идолам боевиков, как Шварценеггер и Сталлоне, идёт новое поколение; сам Арнольд назвал своей альтернативой в этом молодом поколении актёров Бена Аффлека и Вин Дизеля.

## Терминатор 3: Восстание машин
Съёмки потребовали от бывшего бодибилдера 6 месяцев тренировок по три часа в день, чтобы вернуть себе прежнюю форму.
Гонорар Шварценеггера за этот фильм поставил рекорд в киноиндустрии: он составил 30 млн долл. На вопрос журналиста, «как вы намереваетесь их потратить», кинозвезда отвечает:
Это вопрос не ко мне. Все свои деньги я отдаю жене. Мария, что мы сделали с этими деньгами?

Также в фильме много моментов, пародирующих предыдущие два фильма. Также, как и в предыдущих фильмах, голый T-850 заходит в бар, но это оказывается бар вечеринка девичник и единственный, чья одежда может пригодится Терминатору — это приглашённый стриптизёр. Также, как и во втором фильме, T-850 находит в кармане солнцезащитные очки, но они оказываются очками танцора диско и T-850 их с отвращением выбрасывает. Подобные самопародийные гэги в фильме присутствуют до самого конца.

## Окончание кинокарьеры
Несмотря на обещание оставить кинокарьеру после избрания на пост губернатора Калифорнии, Арнольд появляется в двух камео: «Сокровища Амазонки» с Дуэйном «Скалой» Джонсоном и Шоном Вильямом Скоттом (2003), «Малыш и я» (2005) в роли самого себя.
В «Сокровищах Амазонки» Шварценеггер появляется на 3 секунды, произнося единственную фразу.
В фильме «Терминатор: Да придёт спаситель», вышедшем на экраны в 2009 году, используется цифровой образ Арнольда Шварценеггера. Он появляется в эпизодической роли терминатора T-800 в том возрасте, в котором он снимался в первом «Терминаторе».
А в фильме «Вокруг света за 80 дней» 2004 года выпуска сыграл роль турецкого принца Хапи. Спустя 6 лет, после долгого перерыва, Арнольд вновь вернулся на экраны, в картине своего друга Сильвестр Сталлоне, «Неудержимые», в небольшой роли-камео.

## Возвращение
Первым фильмом с участием Арнольда после его возвращения в кино стал боевик «Неудержимые 2». Также он озвучит главного персонажа в мультсериале «Губернатор». В 2013 году (в России 21 февраля) на экраны вышел фильм «Возвращение героя», в котором Арнольд сыграл главную роль.
В 2013 году вышел фильм «План побега», в котором вместе со Шварценеггером одну из главных ролей исполнил другой знаменитый актёр — Сильвестр Сталлоне. В октябре 2012 года Шварценеггер приступил к съёмкам в боевике «Саботаж», где он играет полицейского, и ему снова предстоит борьба с наркомафией. Премьера фильма в США состоялась 28 марта 2014 года, в России — 17 апреля 2014.
В августе 2013 года Арнольд принял участие в съёмках боевика «Неудержимые 3», где сыграли многие известные актёры, такие как Сильвестр Сталлоне, Джейсон Стейтем, Мел Гибсон, Харрисон Форд, Антонио Бандерас, Дольф Лундгрен и другие.
В сентябре того же года Шварценеггер снимается в фильме «Мэгги», в котором он сыграл роль фермера.
В апреле 2014 года Железный Арни приступил к съёмкам фантастического боевика «Терминатор: Генезис». Арнольд снова исполнил знаменитую роль Терминатора Т-800. Режиссёром картины стал Алан Тейлор. Фильм вышел 2 июля 2015 года.

## Гонорары за киносъёмки

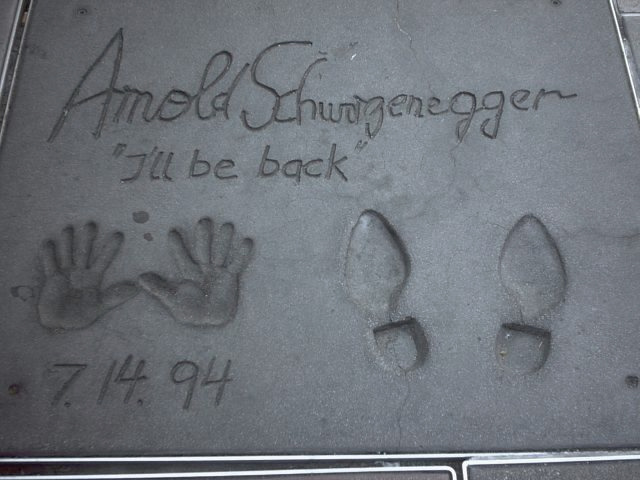
Отпечатки рук и ног Арнольда Шварценегеера перед Китайским театром Граумана.

| Фильм                         | Год  | Гонорар, $ | Кассовые сборы, $ |
| ----------------------------- | ---- | ---------- | ----------------- |
| Терминатор: Генезис           | 2015 |            | 440 160 956       |
| Саботаж                       | 2014 |            | 17 508 518        |
| План побега                   | 2013 |            | 137 328 301       |
| Возвращение героя             | 2013 | 5 000 000  | 48 330 757        |
| Неудержимые 2                 | 2012 | 10 000 000 | 312 573 423       |
| Терминатор 3: Восстание машин | 2003 | 30 000 000 | 433 371 112       |
| Возмещение ущерба             | 2002 | 25 000 000 | 78 382 433        |
| Шестой день                   | 2000 | 25 000 000 | 96 085 477        |
| Конец света                   | 1999 | 25 000 000 | 211 989 043       |
| Бэтмен и Робин                | 1997 | 25 000 000 | 238 207 122       |
| Подарок на Рождество          | 1996 | 20 000 000 | 129 832 389       |
| Стиратель                     | 1996 | 20 000 000 | 242 295 562       |
| Джуниор                       | 1994 | 15 000 000 | 108 431 355       |
| Правдивая ложь                | 1994 | 15 000 000 | 378 882 411       |
| Последний киногерой           | 1993 | 15 000 000 | 137 298 489       |
| Терминатор 2: Судный день     | 1991 | 15 000 000 | 519 843 345       |
| Полицейский из детского сада  | 1990 | 12 000 000 | 201 957 688       |
| Вспомнить все                 | 1990 | 10 000 000 | 261 299 840       |
| Красная жара                  | 1988 | 8 000 000  | 34 994 648        |
| Бегущий человек               | 1987 | 5 000 000  | 38 122 105        |
| Хищник                        | 1987 | 3 000 000  | 98 235 548        |
| Коммандос                     | 1985 | 1 500 000  | 57 491 000        |
| Терминатор                    | 1984 | 750 000    | 78 371 200        |
| Конан-разрушитель             | 1984 | 1 000 000  | 31 042 035        |
| Конан-варвар                  | 1982 | 250 000    | 68 851 475        |
| Геркулес в Нью-Йорке          | 1970 | 12 000     |                   |

## Награды и номинации
За свою кинокарьеру Арнольд Шварценеггер получил за свою деятельность ряд престижных премий («Золотой глобус», премия национальной ассоциации владельцев кинотеатров и др.) Вместе с тем он получил и ряд антипремий «Золотая малина», в том числе «худшего неудачника за последние 25 лет».

## Нереализованные проекты
В российском мини-сериале «Ермак» (1996) роль Ивана Кольцо сперва была предложена Арнольду Шварценеггеру. Предполагалось, что в русском прокате он будет говорить голосом актёра озвучивания. И Арнольд согласился, — ему очень хотелось сыграть роль «русского мужика» в русском фильме, его абсолютно не волновали технические вопросы, он был готов на любую роль и согласен даже на смехотворный по голливудским меркам гонорар.
Но его американские продюсеры пригрозили ему судебным иском, поскольку его кабальный студийный контракт особо оговаривал условие, что он может сниматься только в главных ролях.
Таким образом сняться в этом фильме он мог, только играя роль атамана Ермака Тимофеевича, но режиссёры фильма видели в этой роли Виктора Степанова. Поэтому появления Арнольда в фильме не состоялось.